# بوتکول
بوتکول (به لاتین: Botkul) یک دریاچه است که در پست‌بوم کاسپین و در مرز کشورهای روسیه و قزاقستان واقع شده‌است.